# Bulaki
Bulaki – część wsi Półrzeczki w Polsce, położona w woj. małopolskim, w powiecie limanowskim, w gminie Dobra.
W latach 1975–1998 Bulaki należały do województwa nowosądeckiego.

## Położenie
Bulaki składają się z kilku domów i zabudowań gospodarczych. Znajdują się na samym końcu wsi i leżą na wysokości 685–700 m n.p.m. Zajmuje dno doliny oraz dolne, strome stoki. Położone jest nad górnym odcinkiem rzeki Łososiny, u podnóży północnych zboczy Jasienia. Oddalone są 5 km od centrum Jurkowa. Najbliższy przystanek autobusowy w odległości 700 m. Lokalnymi dróżkami i ścieżkami leśnymi można stąd wejść (najszybsza trasa) na Jasień i położoną pod nim widokową polanę Skalne.